# Soeiro Mendes da Maia
Soeiro Mendes da Maia o Bom (morto entre 1103 e 1108), filho de Mendo Gonçalves da Maia, 3º senhor da Maia, e de Leodegúndia Soares Tainha, filha de Soeiro Guedes e de Leodegúndia Tainha, foi um rico-homem e membro da linhagem dos Maia, um dos mais importantes do Condado Portucalense na Idade Média. "O mais poderoso e mais nobre de todos os portugueses" (Prepotens et nobilissimus omnium Portugalensium), como se refere um documento do Mosteiro de Santo Tirso, foi o protector de Teresa de Leão e o mais categorizado auxiliar de Henrique de Borgonha.
Em reconhecimento pelos seus bons serviços, em 23 de novembro de 1097 o conde Henrique doou-lhe o couto de Santo Tirso que em 23 de março de 1098 Soeiro doou, com suas porções da igreja e do mosteiro de Lavra, a terça parte do seu gado, e outras propriedades ao abade Gaudimiro do Mosteiro de Santo Tirso pela salvação de sua alma.Acompanhou o conde Henrique a Sahagún e em 1103 governou o Condado durante a ausência do conde  assim como várias terras.
Soeiro morreu entre 1103 e 1108, "provavelmente fora do país".

## Matrimónio e descendência
Casou com Gontrode Moniz, de quem teve quatro filhos:
- Paio Soares da Maia ([m. 1129), mordomo do conde Henrique,[12] casou com Chamoa Gomes, filha de Gomes Nunes de Pombeiro  e de Elvira Perez de Trava;[13]
- Godo Soares da Maia (m. 1133) a esposa de Paio Peres "Romeu", filho de Pedro Trutesendes;[14][15]
- Mendo Soares da Maia (fl. 1045-1065), que não é mencionado pelos livros de linhagens,[14] pai de outro Soeiro Mendes, de Gonçalo Mendes da Maia, o "Lidador", Paio Mendes da Maia, arcebispo de Braga, Goina e Elvira.[16]
- Aurovelido, falecida antes de 1098.[17][18]

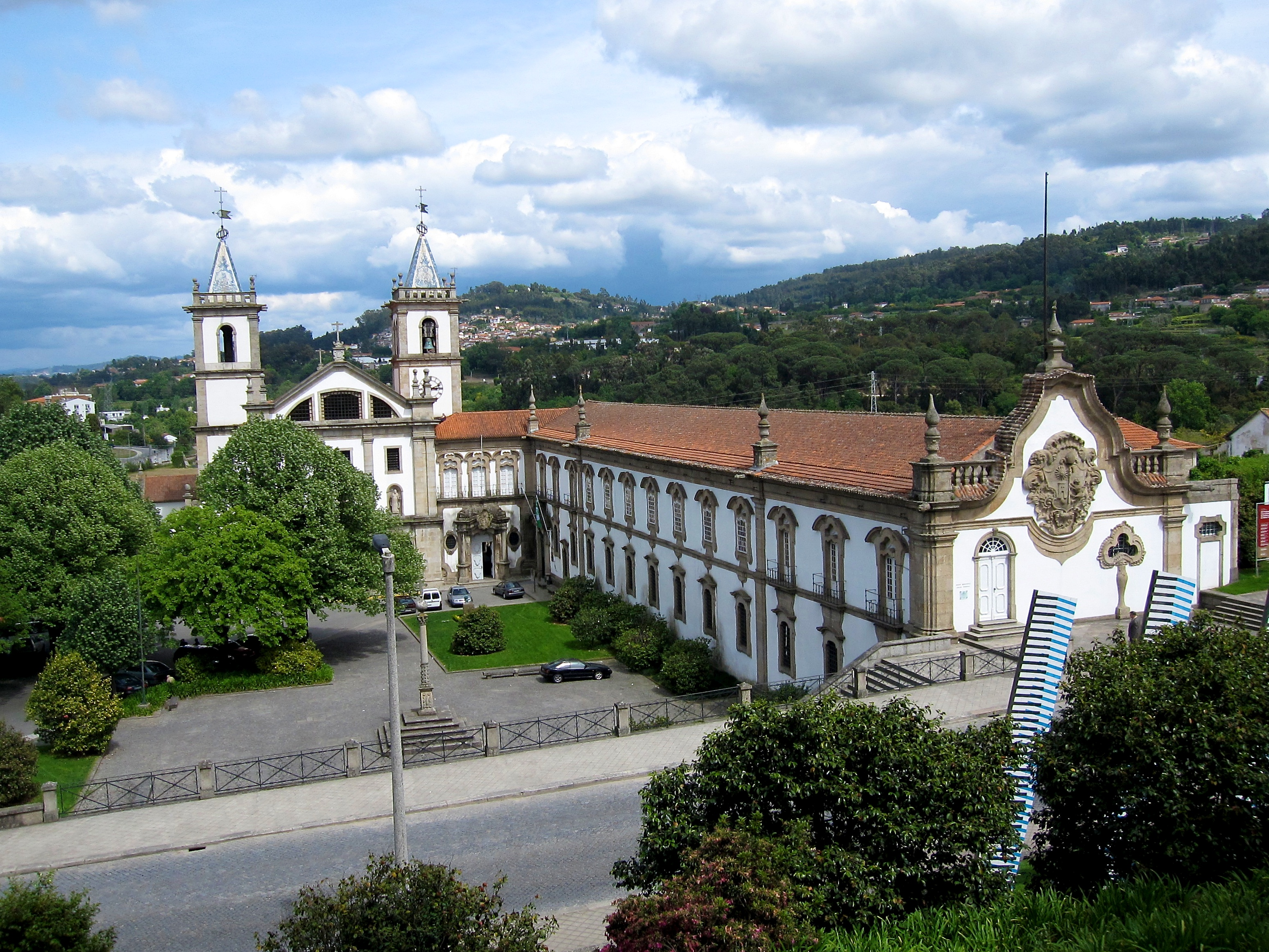
Mosteiro de Santo Tirso